# Mieczysław Weinberg
Mieczysław Weinberg (rus: Моисе́й Самуи́лович Ва́йнберг Moissei Samuílovitx Vàinberg, en polonès: Mojsze [Mieczysław] Wajnberg) 8 de desembre de 1919 - 26 de febrer de 1996) 
va ser un compositor i pianista jueu polonès naturalitzat soviètic. La seva trajectòria vital i artística és profundament marcada per l’Holocaust, l’exili, la repressió estalinista i la seva amistat amb Dmitri Xostakóvitx, que el va ajudar a sobreviure i el va considerar un dels millors compositors de la seva generació.
També conegut en el món anglosaxó com Moisey Vainberg o Vaynberg, també s'ha escrit com a Vajnberg, Wajnberg i Weinberg per als cognoms; Moishei, Moishe, Moissei, Moisey (Samuilovitx) i Mieczysław per als noms de pila. "Mieczysław Weinberg", ara l'"estàndard", seria utilitzant la grafia occidental que el compositor va utilitzar i va preferir. Els seus amics i la família l'anomenaven Mietek.
Weinberg va destacar per les seves aptituds musicals des de molt jove: va començar a compondre de ben petit i, amb només 10 anys, ja feia de pianista al teatre on el seu pare tocava a l'orquestra. Tenia plans per estudiar piano als Estats Units, però l’inici de la Segona Guerra Mundial ho va impedir. Per escapar de l’ocupació nazi, va fugir a la Unió Soviètica, mentre que la seva família, que va quedar-se a Varsòvia, va ser confinada al gueto i va perdre la vida. Des de 1939 va viure a la Unió Soviètica i a Rússia. Tot i que la comunitat musical local sempre el va considerar un dels seus, Weinberg no va perdre les arrels i sempre es considerà polonès. Weinberg, per la seva descendència jueva i polonesa, va patir les consecuències de l'antisemitisme perpetrat per Stalin i només la intervenció directa del seu protector i amic Xostakóvitx va impedir la seva execució. La mort del dictador el 1953 va alleugerir la seva existència encara atormentada per la pèrdua de tota la família durant l'Holocaust.
Weinberg va ser un prolífic compositor de talent i inventiva excepcional que va crear un extens catàleg que inclou una àmplia varietat de gèneres musicals: vint-i-sis simfonies (sis d'elles corals i quatre de cambra), set òperes, dos grans ballets, obres corals, cançons, música incidental (per al teatre, el cinema i la ràdio), deu concerts i abundant música de cambra que inclou disset quartets de corda, vint-i-sis sonates per a diversos instruments acompanyats pel piano, cicles de cançons i una dotzena d'obres per a piano sol. Segons alguns crítics, es pot considerar "el tercer gran compositor soviètic, juntament amb Prokófiev i Xostakóvitx".

## Noms
Molta confusió ha estat causada per diferents interpretacions dels noms del compositor. En els documents oficials polonesos (és a dir, abans de la seva mudança a l'URSS), el seu nom s'anomenava Mojsze Wajnberg, i al món del teatre yidis de l'antbellum de Varsòvia, era conegut també en jiddisch: משה װײַנבערג (Moishe Weinberg). En llengua russa (és a dir, després de la seva mudança a la Unió Soviètica), era i encara es coneix en rus: Моисей Самуилович Вайнберг (Moissei Samuilovitx Vainberg), que és l'anàleg en llengua russa de l'original polonès Mojsze, fill de Samuel. Entre els seus amics íntims a Rússia també se l'anomenava amb el seu diminutiu polonès Mietek (és a dir, Mieczysław).
La re-transliteració del seu cognom del ciril (Вайнберг) a l'alfabet llatí va produir diverses grafies, incloent-hi "Weinberg", "Vainberg" i "Vaynberg". La forma "Weinberg" s'utilitza cada cop més com a representació en anglès més freqüent d'aquest cognom jueu comú, sobretot en l'última edició de Grove i pels biògrafs de Weinberg, Per Skans i David Fanning.

## Biografia

### Varsòvia (1919-1939)

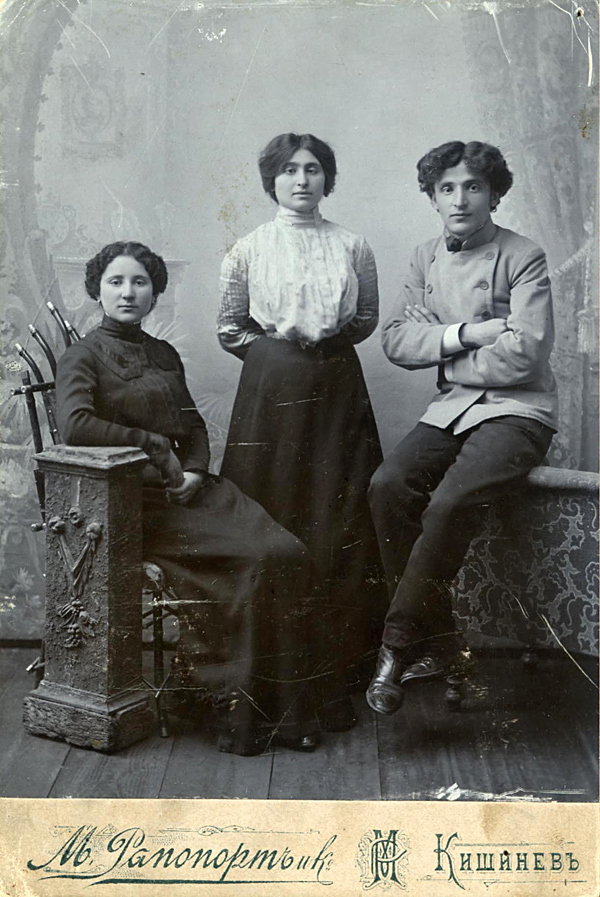
Xemuel Weinberg, pare de Mieczysław Weinberg, amb la seva dona: l'actriu Sonia Weinberg (al seu costat, dreta) i la germana Adeley Weinberg (casada amb Gorfinkel), al començament dels anys 1900

Mieczysław Weinberg va néixer a Varsòvia en una família jueva originària de Moldàvia, on alguns dels seus membres havien sigut assassinats durant el famós pogrom de Kixiniov del 1903. A finals de la Primera Guerra Mundial es van traslladar a la capital polonesa, que en aquell tenia una població un terç jueva.
El seu pare, Xemuel Weinberg, va néixer a Chișinău, ara la capital de la República de Moldàvia, i en aquell moment la capital del districte rus de Bessaràbia. També era músic i tocava el violí, tot i que, en paraules de Mieczystaw, «no tenia un nivell professional molt elevat». A part d'actor i director de l'orquestra del teatre Ídix de Chișinău, també va fer alguna composició per aquest teatre. L'avi de Mieczysław i pare de Xemuel es deia Moixé (Moses) Weinberg, i era comptable. La mare era mestressa de casa, assistida per mainaderes i donzelles, cosa que en aquella època denotava prosperitat.
Xemuel Weinberg es va guanyar una reputació com a violinista i dirigint activitats musicals arreu de l'Europa de l'Est en diferents teatres ídix, com el Central, l'Skala i l'Elyseum, entre d'altres. Quan va néixer la seva filla Esther el 1921, va agafar una feina estable al departament de música jueva de la companyia discogràfica Syrena Rekord. En un d'aquests viatges, va conèixer una soprano moldava anomenada Sonia (nascuda Sura-Dwojra Sztern, 1888–1943, en alguns llocs apareix com a Sara Kotlitski), nascuda a Odessa (aleshores part de l'Imperi rus), va ser actriu de teatre ídix a Varsòvia i a Lodz, i tocava el piano. Es van casar i es van traslladar a Varsòvia el 1916, on Xemuel va ocupar el lloc de director musical del teatre jueu de l'estat de Varsòvia.

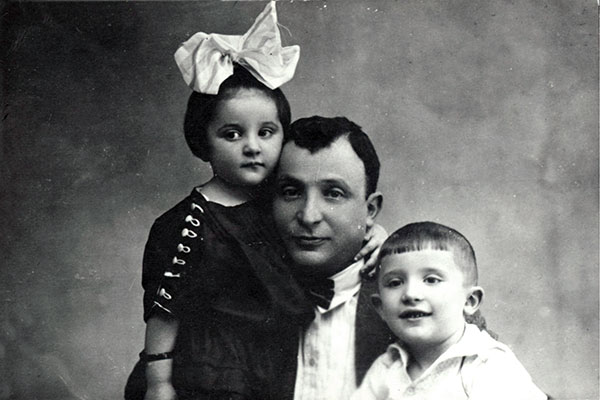
Mieczysław Weinberg amb el seu pare Xemuel Weinberg i la seva germana Ester

Mieczysław va néixer tres anys més tard, el 8 de desembre de 1919, i la seva germana Ester el 1921. Va gaudir d'una infància feliç i plena de música seguint al seu pare per tot Polònia. Mieczysław Weinberg va declarar més tard: "Estava segur que la batuta del pare sonava com una trompeta". Les seves primeres experiències musicals van ser com a pianista a la companyia de teatre jueu on el seu pare era compositor i violinista. La primera immersió de Weinberg en el folklore klezmer i la cultura aixquenaz va influir en els ritmes obsessius, la subtil ironia i la melangia agredolça que més endavant caracteritzarien la seva obra. Després va dir: «El meu primer professor de música fou la vida».

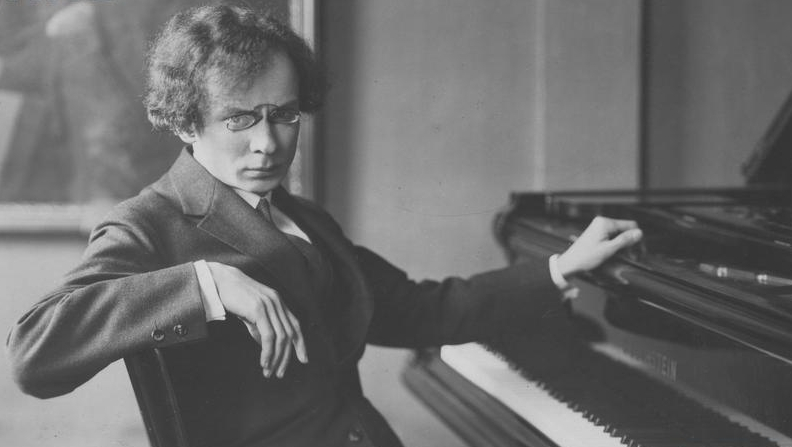
Józef Turczyński va ser el seu professor al Conservatori de Varsòvia

Per aquestes mateixes dates, Weinberg va rebre classes de piano a l'escola de música de la senyora Matulewicz i, quan aviat va demostrar un talent excepcional en aquest camp, va ingressar el 1933 al Conservatori de Varsòvia, llavors dirigit per Szymanowski, com a alumne de Józef Turczyński, pianista i pedagog de gran reputació que havia sigut alumne d'Anna Iéssipova -la gran mestra de Prokófiev-, i aqui a dedicar les seves primeres composicions: Mazurka Op. 10 i 10a. Hi va estar des dels dotze anys fins a graduar-se el 1939. Weinberg ja era un pianista de gran talent vist per molts com un artista seguint la famosa tradició polonesa d'artistes com Leopold Godowsky, Ignaz Friedman i Ignacy Paderewski.
Mieczysław va aprofitar aquestes habilitats per donar suport econòmic als seus pares actuant en cabarets, cafès i restaurants (d'una manera semblant a com ho van fer els seus compatriotes Andrzej Panufnik i Witold Lutosławski) i a la vegada per assegurar continuar els estudis com a pianista al Conservatori de Varsòvia. Fins i tot va arribar a participar en les estrenes del Trio per a piano de Panufnik i en el Concert per a piano de Zbigniew Turski, que havia compost com a peça de graduació al Conservatori. Turczyński va considerar que Weinberg i Witold Małcużyński havien sigut els seus dos millors estudiants.

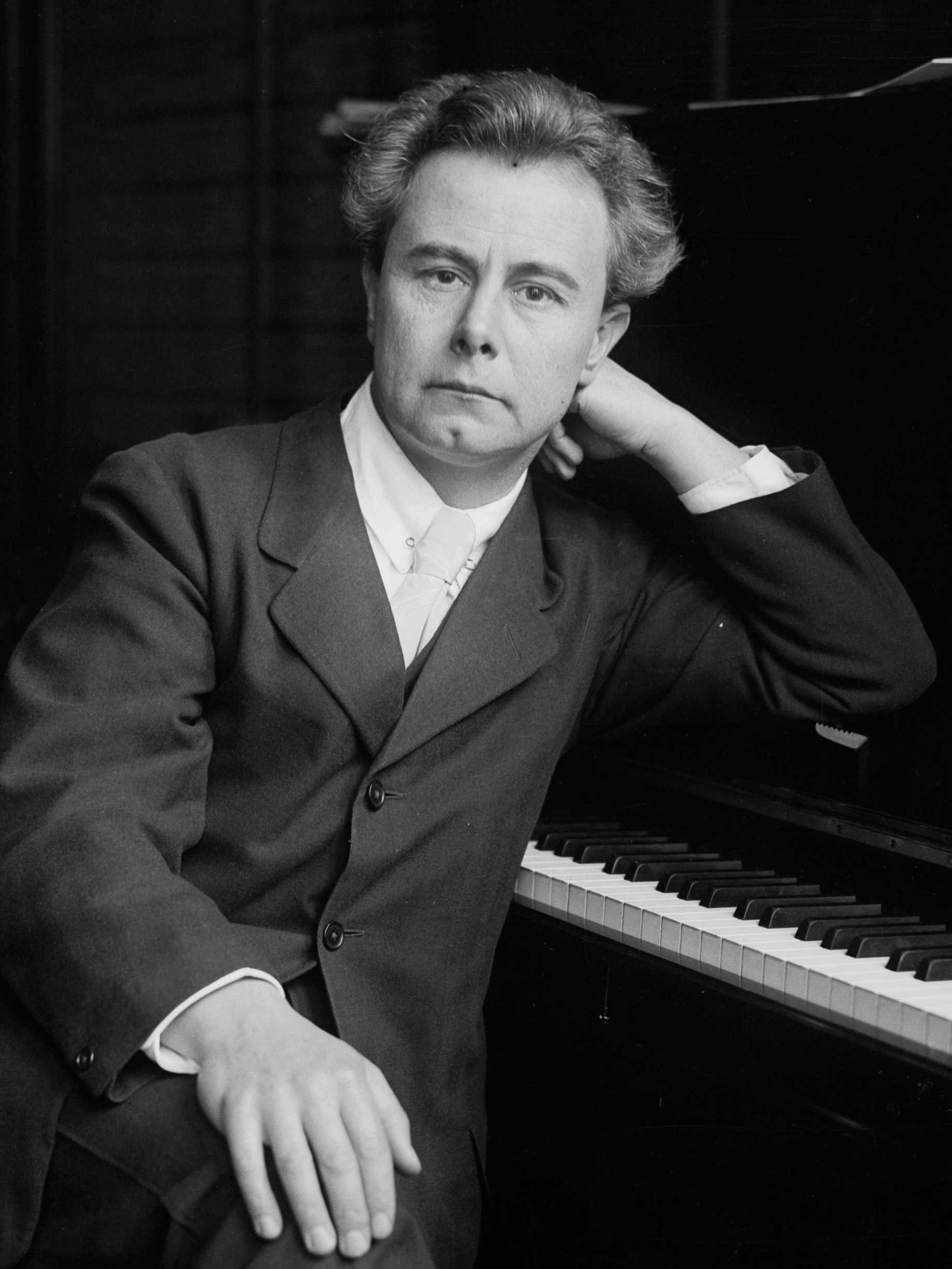
Josef Hofmann va veure el seu talent i el va convidar a Filadèlfia

De l'època d'estudiant ha sobreviscut Dues masurques per a piano, en fa menor i la menor, dedicades al seu mestre Turczyński i datades al manuscrit el 17 i el 21 de novembre de 1933, respectivament, dues setmanes abans del seu catorzè aniversari. Una Cançó de Bressol per a piano, datada el 24 d'octubre de 1935, és la seva primera obra amb número d'opus. Weinberg només tenia quinze anys quan va finalitzar les seves Tres peces per a violí i piano durant l'hivern de 1934, en una època en què encara no havia rebut cap formació formal com a compositor. Tres anys més tard, encara a Varsòvia i amb només divuit anys, les seves ambicions van augmentar i va compondre la primera peça de música de cambra, el Primer Quartet de corda, op. 2, dedicat també a Turczyński. L'examen final fou la interpretació del Concert per a piano núm. 3 de Rakhmàninov, que va exercir un fort impacte en Weinberg.
En una visita del prestigiós pianista nord-americà d'origen polonès Józef Hofmann al Conservatori de Varsòvia durant una gira, aquest es va oferir per ajudar-lo a entrar al prestigiós Curtis Institute of Music de Filadèlfia, del qual n'era el director, però l'esclat de la Segona Guerra Mundial ho va aturar tot i, segons va recordar Weinberg, el "millor i més feliç moment" de la seva vida es va trencar.
Finalment, Weinberg mai va forjar una carrera com a pianista solista, no obstant això, va participar en grups de música de cambra i va interpretar al piano les seves pròpies composicions, així com les de d'altres companys per a la Unió de Compositors Soviètics.

### Minsk (1939-1941)
Weinberg acabava de completar els estudis de piano l'any 1939, quan les tropes alemanyes van atacar Polònia l'1 de setembre. Davant la inseguretat, la família era jueva i els invasors nazis, Mieczysław Weinberg, amb només 19 anys va haver de renunciar a una carrera pianística i amb la seva germana i disset estudiants més del Conservatori de Varsòvia varen fugir a peu cap a l'est per buscar un refugi a la Unió Soviètica en direcció a Minsk, a Belarús. La seva germana, cansada i amb problemes de calçat, va haver de tornar. Va ser l'última vegada que el pianista va veure a un membre de la seva família. Van deportar els seus pares i la seva germana gran al gueto de Łódź i posteriorment al camp de concentració de Trawniki, on el novembre de 1943 van ser executats juntament amb milers d'altres jueus. No va ser fins al cap de vint anys que el compositor va saber el destí de la seva família.
Després d'un extenuant viatge de dues setmanes i més de tres-cents quilòmetres a través d'un territori ple de conflictes, va arribar a la frontera amb molt poca salut. La va travessar i se li va concedir automàticament la ciutadania de la Unió Soviètica. El guàrdia fronterer rus va inscriure els seus documents amb el primer nom estereotipat jueu, Moisei, nom amb el qual posteriorment totes les fonts oficials s'hi van referir. Weinberg va dir: «no oblidaré mai les mares amb nens a la frontera, que abraçaven les cames dels soldats duaners soviètics a cavall i els demanaven que els deixessin passar al costat soviètic, perquè els nazis eren a un costat, i els soldats soviètics eren a l'altre». Weinberg havia travessat la frontera però, de sobte, es va trobar sense família ni amics, ni un sostre, ni recursos.

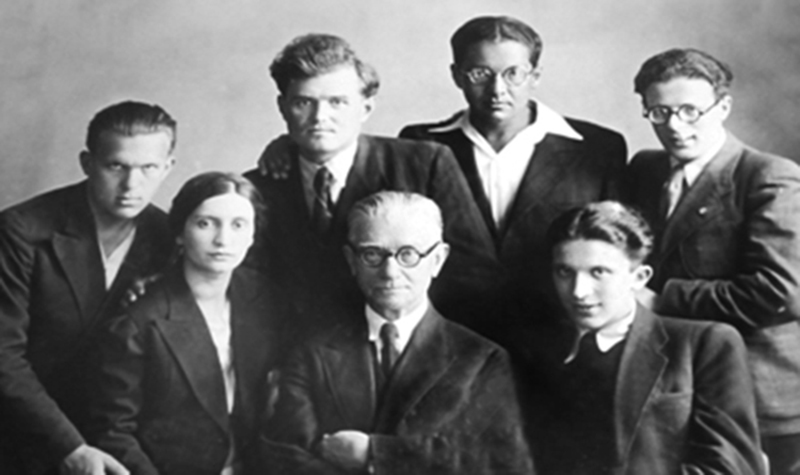
El professor Vassili Zolotariov amb els seus alumnes al Conservatori de Minsk, Mieczysław Weinberg just a la dreta, Eta Tirmand, a l'esquerra, Ryszard Sielicki al darrere a la dreta de Weinberg, també hi apareixen Guènrikh Wagner i Leu Abeliòvitx

A Minsk, Weinberg va trobar aviat una llar, menjar, amics, estudis i l'oportunitat de treballar. Al cap de poc, en comprovar que era un destacat pianista que ja havia compost diverses obres prometedores, va ser admès i subvencionat al Conservatori de Minsk per continuar la seva formació musical en composició, contrapunt i història de la música. Vassili Zolotariov, alumne de Rimski-Kórsakov i professor entre altres de Nikolai Miaskovski i Leonid Polovinkin el va començar a formar seriosament com a compositor segons el model de l'"escola nacional" russa, en el que havia de ser el seu únic període d'instrucció reglada. Weinberg va fer amistat amb altres talentosos estudiants, com Anatoli Bogatiriov o Aleksei Klumov, amb qui va compartir pis i que el va fer entrar en el seu entorn cultural, li va ensenyar a parlar rus i fins i tot li va fer classes de piano.

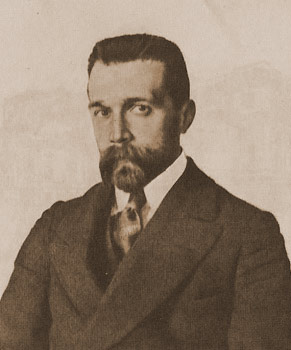
El 1940 coneix Nikolai Miaskovski, amb qui mantindrà una bona relació els primers anys d'estada a Moscou

Un dels esdeveniments clau del temps de Weinberg a Minsk va ser la seva participació el 1940 com a pianista en el Primer Festival de deu dies (dekada) de Literatura i Arts Belarusses a Moscou. Hi fou convidat per representar Belarús tot i ser d'origen polonès i jueu i en un país farcit de virtuosos amb el piano. Va tocar la part per a piano en una interpretació de la Simfonia núm. 5 de Xostakóvitx, a qui encara amb prou feines coneixia. Així va entrar en contacte per primera vegada amb la música del que més tard seria el seu mentor i gran amic: «Com anava a imaginar llavors que hi havia un compositor vivint a pocs centenars de quilòmetres de mi, el nom del qual estava destinat a il·luminar una de les meves èpoques més complicades i difícils?». Gràcies a Klumov, en la seva estada a Moscou coneix a Miaskovski, gran simfonista i pedagog de qui va quedar impressionat. Més endavant, mantindrà una bona relació els primers anys d'estada a Moscou.
El 21 de juny de 1941 Weinberg es va graduar amb la que seria la seva primera composició orquestral: el Poema simfònic per a gran orquestra, op. 6, un moviment de forma sonata en estil posttxaikovskià. Va ser dirigida per Ilià Mussin, que després també coincidiria amb Weinberg a Taixkent i posteriorment acabaria sent un llegendari director a Leningrad on, per exemple, va dirigir la segona interpretació de la Setena Simfonia Leningrad de Xostakóvitx abans de la invasió nazi. De la seva temporada a Minsk sota la guia de Zolotariov destaca la Primera Sonata per a piano op. 5 i el Segon Quartet de corda, dedicat a la seva mare i germana, el destí de les quals llavors encara desconeixia, una peça més captivadora que el Primer Quartet.

### Taixkent (1941-1943)
La seva estada a Minsk va durar poc: el juny de 1941, amb l'Operació Barba-roja i l’avanç de les tropes hitlerianes sobre la Unió Soviètica, el jove músic es va veure obligat a emprendre una nova fugida. A primera hora del matí del 22 de juny de 1941, tot el personal del conservatori va agafar un tren per fer més de 4.000 km en un viatge caòtic d'uns quinze dies, via Moscou, després direcció a Kúibixev, per acabar a Taixkent, a l'Uzbekistan, on una gran quantitat de la intel·lectualitat artística russa i jueva s'hi va desplaçar fugint de la guerra. De sobte, Taixkent va esdevenir un centre cultural de primer ordre. Weinberg hi va passar dos anys de la seva vida i va saber integrar-se en aquest context cultural. Hi va madurar com a persona i com a compositor. La majoria dels músics que no van fugir de Minsk van ser aniquilats per les forces feixistes.

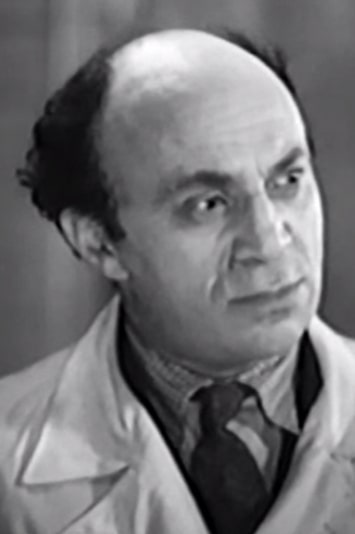
Solomon Mikhóels, el 1936, director de teatre jueu, Weinberg es va casar amb la seva filla

Weinberg es trobava a una distància encara més gran de la seva terra natal, sense cap informació sobre el destí de la seva família. A Taixkent, la situació es complicava a causa de l’arribada massiva de desplaçats, fet que provocà una greu escassetat d’aliments. Tot i no disposar encara de la documentació oficial, va rebre el suport de Klumov, qui li va facilitar una ocupació com a pianista acompanyant de cantants a l’Òpera Uzbeca de Taixkent. De seguida va fer amistat amb joves compositors com Izrail Finkelshteyn (un dels possibles missatgers de la Primera Simfonia com veurem més endavant) i Iuri Levitin, amb el qual va mantenir una gran amistat tota la seva vida. També va entrar en contacte amb Tokhtassin Djalilov que, a part de ser un virtuós de la ghijak, era compositor i el director de la Philarmonia Taixkent. Fruit d'aquesta amistat i altres compositors locals com Klumov, Burkhanov, Sadïkov i Khazanov, va néixer l'òpera Usbekiston kilitschi (L'espasa de l'Uzbekistan), completada el 1942 però que s'ha perdut. D'aquesta manera Weinberg rep una nova influència d'una nova cultura, l'uzbeka, després de la polonesa-jueva i la belarussa.
Al Teatre d'Òpera, Weinberg coneix al famós actor i director de teatre jueu Solomon Mikhóels i a la seva filla Natalia Vovsi-Mikhoels, amb la qual un any després contraurà matrimoni. Mikhóels, per al qual Marc Chagall havia creat els seus cèlebres murals, esdevindrà el cap d'una organització anomenada Comitè Antifeixista Jueu, l'objectiu del qual era demostrar l'absència d'antisemitisme a la Unió Soviètica i l'encarregat de recaptació de recaptar fons per a la compra d'armament a l'estranger durant la Segona Guerra Mundial.
A Taixkent, Weinberg compon la seva primera gran obra a finals de 1942: la Primera Simfonia, op. 10. La dedica a l'Exèrcit Roig com a agraïment a la seva salvació. Hi ha diverses hipòtesis de com aquesta obra arriba a les mans de Xostakóvitx, o bé per mediació d'Izrail Finkelstein, antic assistent de Xostakóvitx en les seves classes de composició, o bé gràcies a Iuri Levitin, llavors alumne de Xostakóvitx, o bé gràcies al mateix Mikhóels. Xostakóvitx, molt impressionat, va organitzar immediatament que Weinberg i la seva família es traslladessin a Moscou, una cosa força inusual enmig de la guerra. Va ser l'inici d'una gran amistat i l'última vegada que Weinberg va haver de desplaçar-se. En una data incerta del 1943, els pares i la germana de Weinberg moren en l'Holocaust, possiblement en el mateix camp de concentració de Trawniki, o potser al gueto de Varsòvia.
En aquest període a Taixkent també va escriure el cicle de Cançons infantils, op. 13, utilitzant textos jueus i inspirant-se en la música klezmer i asquenazita. Un segon conjunt de Cançons jueves, op. 17, ara explícitament titulat, van ser compostes poc després del seu trasllat a Moscou. Aquests dos cicles podien haver inspirat Xostakóvitx a compondre el seu propi cicle De la poesia folklòrica jueva pocs anys després, moment en què el context de l'antisemitisme a Rússia va prestar a aquests projectes una nova ressonància cultural.

### Temps de guerra a Moscou (1943-1945)

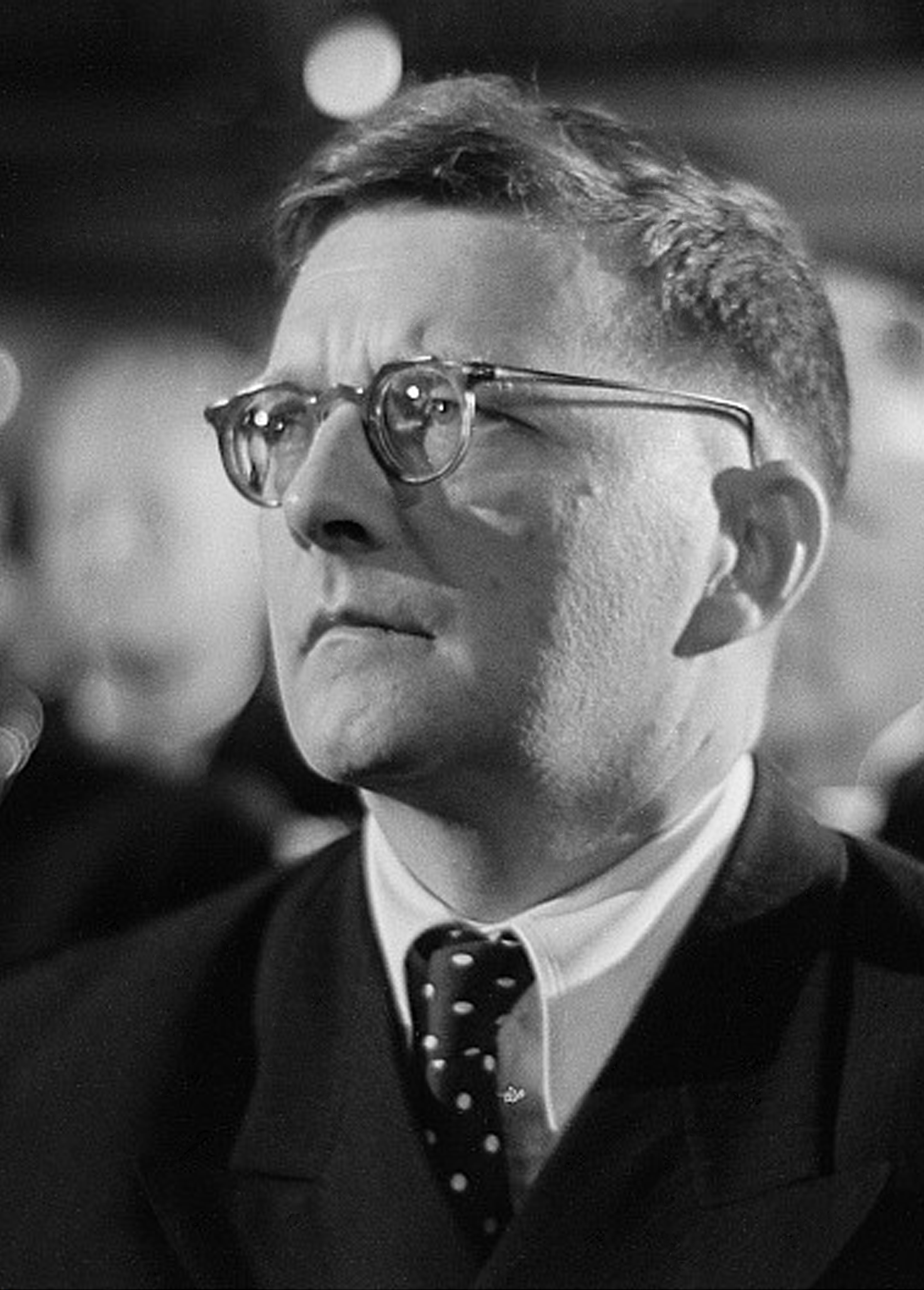
Dmitri Xostakóvitx, el 1950, va ser el primer mentor de Weinberg i amb qui sempre va mantenir una gran amistat

Weinberg va arribar a Moscou amb la seva dona entre l'agost i l'octubre de 1943, on viuria els cinquanta-tres anys restants de la seva vida fins al 1996. Va ser l'inici també de la seva amistat amb Dmitri Xostakóvitx. Una amistat i admiració mútua que, malgrat totes les dificultats, no es trencaria mai fins a la mort de Xostakóvitx l'any 1975. Els dos músics es trobaven gairebé cada dia, debatien sobre les seves composicions, tocaven el piano conjuntament i avaluaven les seves obres abans de mostrar-les al públic. «Encara que no hagi rebut ni una lliçó d'ell, em considero el seu alumne, la seva carn i la seva sang», va dir Weinberg sobre Xostakóvitx. Weinberg va afermar-se a l'ombra de Xostakóvitx però al mateix nivell. Tot i no haver sigut mai el seu alumne, va trobar en la seva figura, tretze anys més gran que ell, a un confident amb qui compartir cadascuna de les seves noves composicions, a un autèntic guia espiritual i a un amic fidel i altruista que el va protegir durant les cruentes purgues antisemites de la postguerra, fins i tot arriscant la seva pròpia vida. És clar que Xostakóvitx va influir en Weinberg, però també és clar que, sens dubte, Weinberg va influir a Xostakóvitx.
La seva arribada a Moscou va suposar l'inici d'un període de relativa estabilitat i un esclat extraordinari d'impuls creatiu. Weinberg rarament va sortir fora de Moscou i només va viatjar fora del país dues vegades: la primera en una visita incòmoda a la seva Polònia natal el 1966, quan va participar en el festival de tardor de Varsòvia com a membre de la delegació soviètica i els seus compatriotes el van veure com «un d'ells». La segona no va ser fins al 1983 quan va anar a Brno, llavors Txecoslovàquia, on es va representar la seva òpera El retrat.
Weinberg mai no es va sentir plenament integrat a la Unió Soviètica. Es va identificar sempre com a polonès, i al llarg de la seva vida va parlar rus amb un marcat accent polonès. Aquesta condició d’estranger perpetu va contribuir al poc reconeixement que li van oferir els buròcrates musicals del règim comunista. Tot i que va infravalorar l’antisemitisme profundament arrelat del sistema soviètic, no tenia cap altra alternativa.
A Moscou, Weinberg va participar com a pianista en diverses estrenes de les seves obres de cambra. Però no va poder presentar-se com a pianista de concerts, pels seus orígens i per la seva salut que començava a ser fràgil. Patia tuberculosi de la columna vertebral que li provocava a una inclinació que es va fer més evident amb el pas del temps. Així i tot, les seves habilitats al piano eren de nivell professional. Xostakóvitx el va incloure a la seva llista de músics per ajudar a presentar els nous treballs a la Unió de Compositors en el procediment normal de revisió abans de la publicació, o pels directors que es preparaven per a una estrena. Tots dos van tocar a duet el 1953 per al cèlebre director Ievgueni Mravinski en la preparació de la Desena Simfonia de Xostakóvitx. Se'n conserva una gravació del febrer de 1954.
En aquests primers anys a Moscou en temps de guerra, les pressions ideològiques sobre els compositors soviètics encara havien d'arribar. Weinberg va compondre entre 1944 i 1946 una successió notable d'obres mestres de cambra en les que va augmentant progressivament la seva originalitat i independència respecte a les influències rebudes, de manera que estrena el Sisè Quartet, que es converteix en la culminació d'aquesta primera maduresa, seguit de prop per la Sonata per a clarinet, el Quintet per a piano i la Segona Simfonia (per a orquestra de corda). Totes aquestes peces ja són composicions capaces d'incloure's en els programes de concerts al costat de Xostakóvitx o qualsevol altre compositor de mitjan segle xx.

### De la victòria a la repressió (1945-1947)

Andrei Jdànov, ministre de cultura responsable del control ideològic de la cultura

El 1945 acaba la guerra. El clima social i cultural a la Unió Soviètica comença a canviar. Stalin comença a sospitar el mal que li poden fer les influències d'Occident. Primer ho comencen a patir els escriptors i cineastes i després els compositors, pel fet que la música no és tan evident. L'Assemblea de compositors de l'octubre de 1946 marca un abans i un després. A partir d'aquesta data, Weinberg va ser colpejat (encara que no tan durament com Xostakóvitx), va ser sotmès a crítiques oficials i la seva música
va ser retirada dels programes de concerts. Concretament, va ser titllat de tenir «una preocupació excessiva per la forma a costa de les idees melòdiques». La culpa la va tenir l'anomenada Doctrina Jdànov, desenvolupada pel secretari del Comitè Central Andrei Jdànov i designat per Stalin per encapçalar la política cultural de la Unió Soviètica amb l'únic objectiu de glorificar la nova política del Partit i el "Gran Líder" Stalin. Jdànov va ser un home despietat, encegat per la ideologia estalinista, que es va mostrar inflexible a netejar l'art de qualsevol semblança amb l'avantguarda occidental.
A partir d'aquest moment, Weinberg, com la resta de col·legues, va procurar utilitzar cada vegada llenguatges més populars, amb melodies i estructures més clares i fàcils. Les Escenes festives per a orquestra, op. 36, en són un exemple, ja que consistien en una Obertura de salutació, una rapsòdia jueva i una oda triomfal, tot com a ofrena per al "30è aniversari de la Gran Revolució d'Octubre Socialista", segons la dedicació al manuscrit.
El 1948, les resolucions del Partit es van endurir per regular més estrictament les condicions per crear nova música i condemnar qualsevol esforç "formalista" (el concepte de "formalisme" s'utilitzava per descriure qualsevol manifestació de la singularitat artística). En aquest context, després del Sisè Quartet de 1946, hi ha un llarg període d'onze anys fins al següent quartet. En aquesta etapa, la seva producció es va reduir a sonates per a duo de piano i violí, només una simfonia -la núm. 3 escrita el 1949- i, en canvi, hi ha una sèrie de suites orquestrals, obertures, rapsòdies i similars, que intentaven complir amb les dissortades normatives. Les seves cançons van ser compostes sobre textos que eren una mica per quedar bé amb Stalin, com els Quatre romanços sobre versos de poetes soviètics (1947).

### Annus Horribilis (1948)
El 12 o 13 de gener de 1948, just després de la formació del Pacte de Varsòvia, el sogre de Weinberg, Solomon Mikhóels, va ser assassinat a Minsk per ordre de Stalin i el seu cos després atropellat per un camió per fingir un accident de trànsit. Krzysztof Meyer en la seva biografia de Xostakóvitx ironitza: «Per donar a l'assassinat l'aparença d'un accident, un camió pesat va passar per sobre del cadàver, que va ser traslladat a Moscou, on va ser inhumat amb tots els honors». La mort de Mikhóels va ser al començament d'un any turbulent.

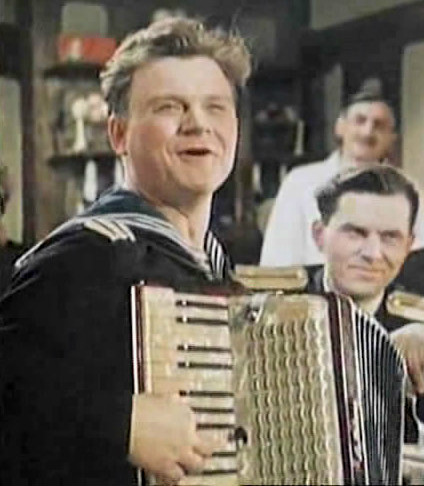
Tíkhon Khrénnikov el 1947, cap de la Unió de Compositors

Els darrers cinc anys de l'època en què Stalin va estar al poder van ser una etapa tenebrosa per a Weinberg. Com molts dels seus companys compositors soviètics, va ser estigmatitzat durant la campanya antiformalista de la primavera de 1948. La Unió de Compositors es va animar a llançar investigacions sobre acusacions de "formalisme" a la música dels principals compositors soviètics, inclosos Xostakóvitx, Khatxaturian, Prokófiev i el mateix Weinberg. Ja que la campanya antiformalista implicava la creació de música destinada al poble, que idealment havia de ser més accessible i basada en les tradicions populars, Weinberg es va trobar en una situació favorable. Fent servir les seves arrels familiars a Moldàvia, la seva pròpia educació a Polònia i una influència cultural jueva en la seva família, tenia tres fonts de tradició per incorporar a aquestes composicions controlades pel règim. Això també va contribuir a destacar la seva música entre de la dels seus companys. En aquest sentit, la Rapsòdia sobre temes moldaus i la Sinfonietta núm. 1 formarien part d'aquesta simbiosi entre la prudència i la utilització de les seves fonts juvenils, però són composicions molt allunyades de l'agosarament dels seus primers anys a Moscou.
Per assegurar el control de l'ideari estalinista, Jdànov va nomenar com a nou cap de la Unió de Compositors a Tíkhon Khrénnikov. Els compositors van rebre instruccions per delatar els seus companys, difonent acusacions, conspiracions i mentides.
A Xostakóvitx se'l va acusar de tenir afiliacions polítiques discordants i se li va demanar que es disculpés per les seves suposades desviacions musicals formalistes. El tractament a Weinberg va ser més divers. Al Congrés de la Unió de Compositors Soviètics de l'octubre de 1946, ja havia estat criticat per "una preocupació excessiva per la forma a costa de les idees melòdiques". El compositor va reconèixer humilment la nova resolució. D'altra banda, li van ser elogiades les seves influències musicals jueves com a indicador de "la brillant i lliure vida laboral del poble jueu a la terra del socialisme". Per contra, el crític Grigori Bernandt va afirmar que les obres de Weinberg per a nens "adoctrinen els alumnes amb una idea pervertida de la sonoritat del piano". Weinberg tenia tots els elements per ser exclòs: era estranger i jueu, i havia elegit uns parents equivocats.

### Música per al poble (1949–1952)
El 31 d'agost mort Jdànov. En la reunió de la Unió de Compositors Soviètics del 21 al 29 de desembre s'acorda abolir el 16 de març la Doctrina Jdànov. Però la repressió segueix. Ja l'any 1948, Stalin havia organitzat una campanya d'odi contra la comunitat jueva sota el pretext de «combatre el cosmopolitisme i les influències occidentals». Tement les conseqüències de la creació de l'Estat d'Israel, el dictador va organitzar campanyes de propaganda per fomentar la lluita contra el sionisme. Weinberg mai va deixar de compondre però es van aturar els quartets, les simfonies, per donar pas a petites peces simfòniques, de cambra i cicles de cançons. Va ser en aquella època quan va compondre el 1949 una versió de Rapsòdia moldava per a violí i orquestra i la cantata A la pàtria el 1952, en la qual un cor cantava poemes patriòtics compostos per nens soviètics.

### Arrest i conseqüències (1953-1955)
El clima cultural del Gran Terror continuava i Weinberg i la seva família estaven en una situació de perill. Per ordre de Stalin, també es va engegar una campanya «anticosmopolita» que tindrà en el punt de mira a la intel·lectualitat jueva. Durant cinc anys, la policia secreta va seguir els seus moviments i a anotar les seves cites. Irònicament, Weinberg va dir després que havia estat més de cinc anys a la presó durant els quals els vigilants no el deixaven fer res, sempre a prop seu, sense poder viatjar.
El 1953 va començar una de les majors provocacions polítiques amb un fort component antisemita de la història soviètica amb la finalitat de generar un clima de terror general amb purgues similars a les que es van viure durant l'època estalinista de 1936-1938. El diari polític soviètic Pravda, fent un diagnòstic erroni i un tractament equivocat, va anunciar que molts membres del col·lectiu jueu planejaven matar líders soviètics destacats. És el que es va anomenar el complot dels metges i que consistia en la creença que males praxis de certs metges eren els causants de diverses morts de militants del partit. El cosí del difunt Solomon, Miron Vovsi, va aparèixer en aquesta llarga llista de sospitosos i la família de la dona de Weinberg va experimentar constantment la por en la vida quotidiana, esperant la detenció en qualsevol moment. Com va exposar irònicament Lemaire: «Gendre de Solomon Mikhóels i nebot polític del cardiòleg Miron Vovsi, metge de l'Exèrcit Roig i principal acusat durant la conjura de les bates blanques, aquest home modest entre tots no podia ser més que culpable».
Després d'una interpretació de Rapsòdia sobre temes moldaus del 6 de febrer de 1953 a la sala de concerts Txaikovski, amb l'actuació del cèlebre violinista David Óistrakh com a solista, i que va culminar amb una gran ovació, el compositor i la seva família i amics van tornar a casa per celebrar el seu èxit. La família de Mieczysław vivia amb una angoixa constant, sempre amb el temor a ser detinguts en qualsevol moment. Al voltant de les dues de la matinada, van trucar a la porta, i dos agents van entrar a l'apartament amb una ordre de registrar la seva casa i detenir Mieczysław Weinberg. En aquells temps, ser arrestat sovint significava desaparèixer per sempre i portava a l'ostracisme social a tota la família.

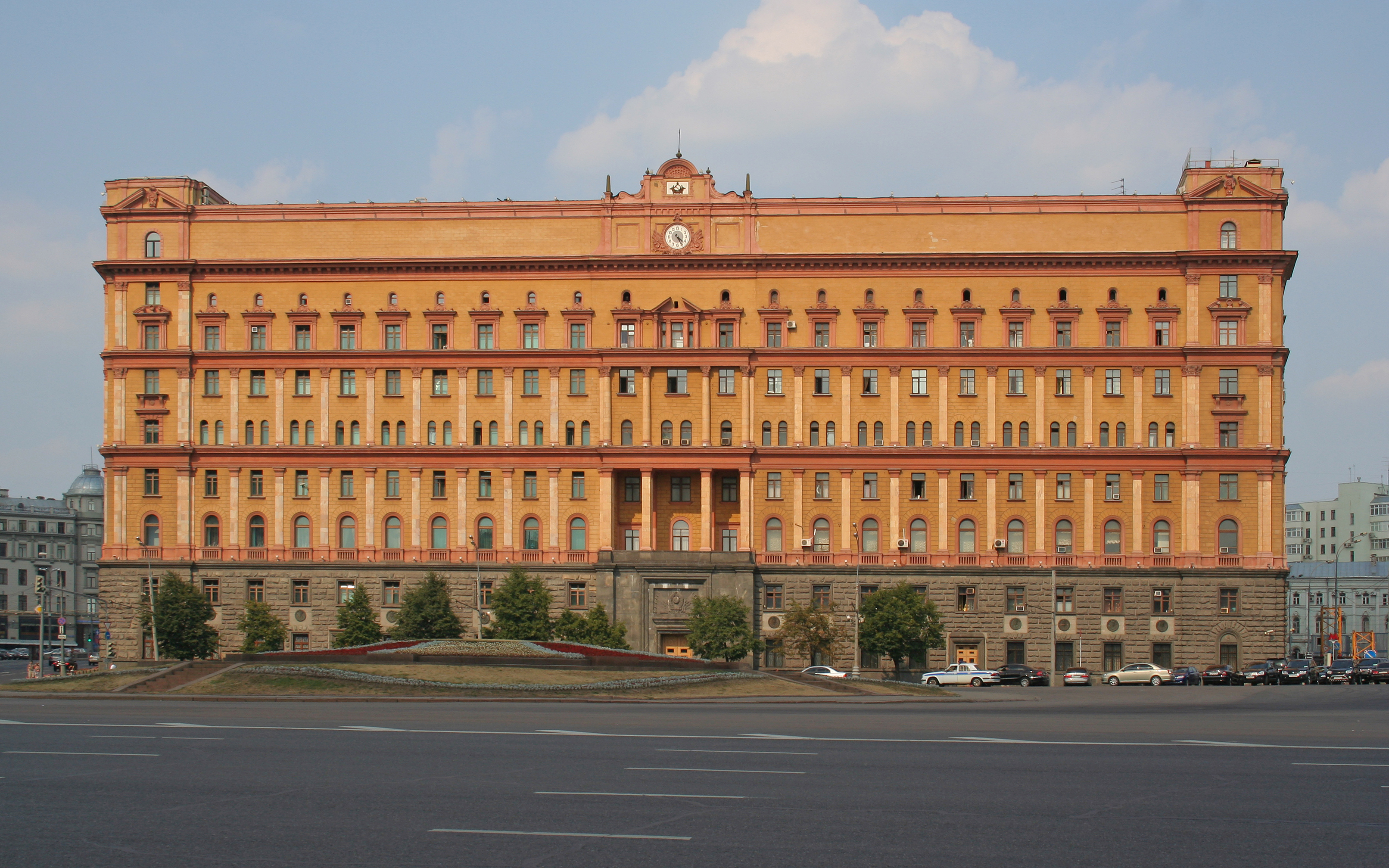
Lubianka és el nom popular de l'edifici que conté la seu del Servei de la Guàrdia Fronterera i la seva presó afiliada, a la plaça Lubianka al districte Mesxanski de Moscou

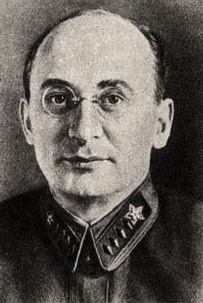
Lavrenti Béria, el cruel responsable de la policia secreta

Weinberg va ser detingut, interrogat i empresonat a les presons moscovites de Lubianka i Butirskaia durant onze setmanes. Weinberg va ser torturat: estava tancat en una cel·la sol i amb un potent focus a la cara a la nit per impedir-li que s'adormís. L'acusaven de militar en el "nacionalisme jueu burgès" i ho volien demostrar amb uns arguments que al dia d'avui semblen totalment insensats: la delirant imputació d'activitats sionistes retratades, segons ells, en la seva Sinfonietta núm. 1, i per la difusió de propaganda per la institució d'una república jueva a Crimea.
Xostakóvitx s'ofereix a ajudar-lo i acorda responsabilitzar-se de la seva filla en cas que la seva esposa també sigui detinguda. Va escriure directament a Lavrenti Béria per defensar Weinberg tot adduint que era un compositor molt talentós i prometedor i pels seus problemes de columna. Béria era un home despietat, membre del Politburó, cap de l'agència de policia secreta (NKVD), un dels principals autors dels crims estalinistes i responsable directe de l'assassinat d'oficials polonesos a la Massacre de Katyn.
El 5 de març de 1953 mort Stalin i els fets se succeeixen de forma dinàmica. El 17 de març, els guardes que custodiaven les filles de Mikhóels són retirats de la casa dels Weinberg, a principis d'abril, els metges implicats en la conspiració van ser alliberats de custòdia, i el 25 d'abril Weinberg va recuperar la seva llibertat i possiblement salvat de la seva execució. Sembla que Xostakóvitx va tornar a intercedir, aquesta vegada amb Kliment Voroixílov, president del Presidium del Soviet Suprem. I així va començar el període de "desglaç" a l'URSS.
Després de la mort de Stalin la jdànovxtxina va amainar i molts compositors van recuperar el seu estatus. Pel que fa a Weinberg, el seu calvari va continuar amb les noves autoritats. Després dels esdeveniments acabats de viure i d'assabentar-se de la pèrdua de la família durant l'Holocaust, va esforçar-se per honrar-los i expressar la maldat del feixisme mitjançant la seva música. Tot i això, el seu entusiasme pel país que l'havia acollit no va disminuir; per contra, va continuar destacant la figura de l'Exèrcit Roig que, de fet, li havia salvat la vida. D'aquesta manera, va continuar dedicant part de les seves obres a l'elogi de la nació soviètica. En són un exemple l'òpera La Madonna i el soldat i la cantata Les banderes de la pau.

### Recuperació (1956–1960)

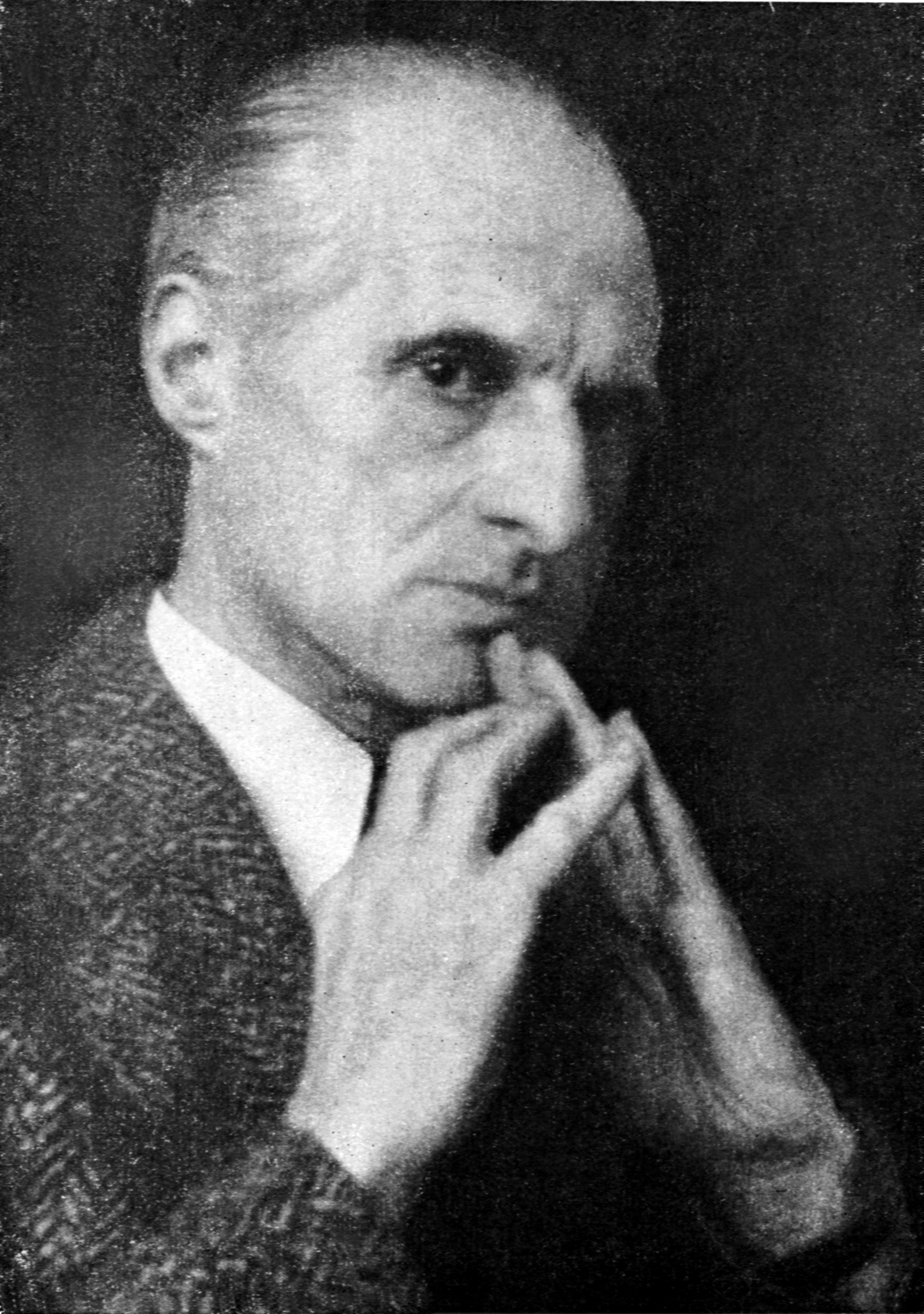
El poeta polonès Julian Tuwim va exercir una gran influència en Weinberg

Durant el període 1956-1960, Weinberg no va compondre gaire però semblava que havia desenvolupat un modus vivendi dins del marc de la vida musical soviètica que li proporcionava suficient llibertat de moviment per satisfer les seves necessitats creatives. Podria haver gaudit dels favors del règim si hagués tingut una major implicació en el Sindicat de Compositors o com a intèrpret o professor, però aquestes facetes que no li agradaven. El compositor de 38 anys perseverava cada cop més sovint en el passat. El 1956, poc abans de la composició del Setè Quartet, va escriure un cicle de cançons amb paraules de la Bíblia dels gitanos de Julian Tuwim, poeta que va exercir una gran influència en Weinberg. Poc després va posar música a un altre text de Tuwim: el poema Memòria, i tot seguit va escriure la seva Simfonia núm. 4, de nou amb el moviment lent basat en la cançó jueva de la Bíblia dels gitanos. En general la música d'aquest període està impregnada de malenconia i nostàlgia. Weinberg va trigar onze anys a reprendre el seu cicle de quartets i ho va fer l'hivern de 1957 amb el Setè.
Aquests no van ser els millors anys del compositor com ell mateix va recordar:
| «                     | Va ser difícil perquè ningú em va comprar cap peça durant uns quants anys. Encara que potser hauria de dir-ho així: va ser dur, però estava envoltat dels millors intèrprets del món, que també eren els meus amics. Van tocar les meves peces. No diria que vaig ser perseguit, a diferència d'altres compositors. Ho diria d'una altra manera: les autoritats deliberadament no van popularitzar les meves obres. Tot el que es va representar no es va fer en contra de la voluntat del Ministeri de Cultura, sinó sense la seva ajuda, només gràcies a la implicació dels intèrprets | » |
| — Mieczysław_Weinberg | |   |

.

### Anys brillants (anys seixanta)
Els anys següents a la mort de Stalin van representar una etapa d'intensa activitat en la carrera de Weinberg, tot i que el reconeixement oficial cap a la seva obra era gairebé inexistent. Als anys seixanta Weinberg de mica en mica va anar aconseguint la tan esperada notorietat artística. Després de la mort de Prokófiev, les notícies sobre Weinberg com el compositor soviètic més destacat, al marge de Xostakóvitx, van arribar fins a Polònia. Les seves peces eren cada cop més populars entre els artistes soviètics més importants com David Óistrakh, Mstislav Rostropóvitx, Leonid Kógan, Mikhail Vaiman, Danil Xafran i el Quartet Borodin.
El 1966 Weinberg encara no havia sortit de Moscou des de la seva arribada fugint de la guerra i ho va fer per primera vegada per viatjar a la seva ciutat natal Varsòvia per participar en el Festival Internacional de Música Contemporània "Tardor de Varsòvia". Tanmateix, el compositor no va gaudir gaire de l'estada. En primer lloc, es va sorprendre pel fet que tots els seus records de la Varsòvia s'havien esborrat, literalment. En segon lloc, en aquells moments començava una època d'avantguarda molt diferent de la música que Weinberg estava component, força més tradicional. Per tot plegat, la música de Weinberg no va ser molt apreciada al Festival de Varsòvia.

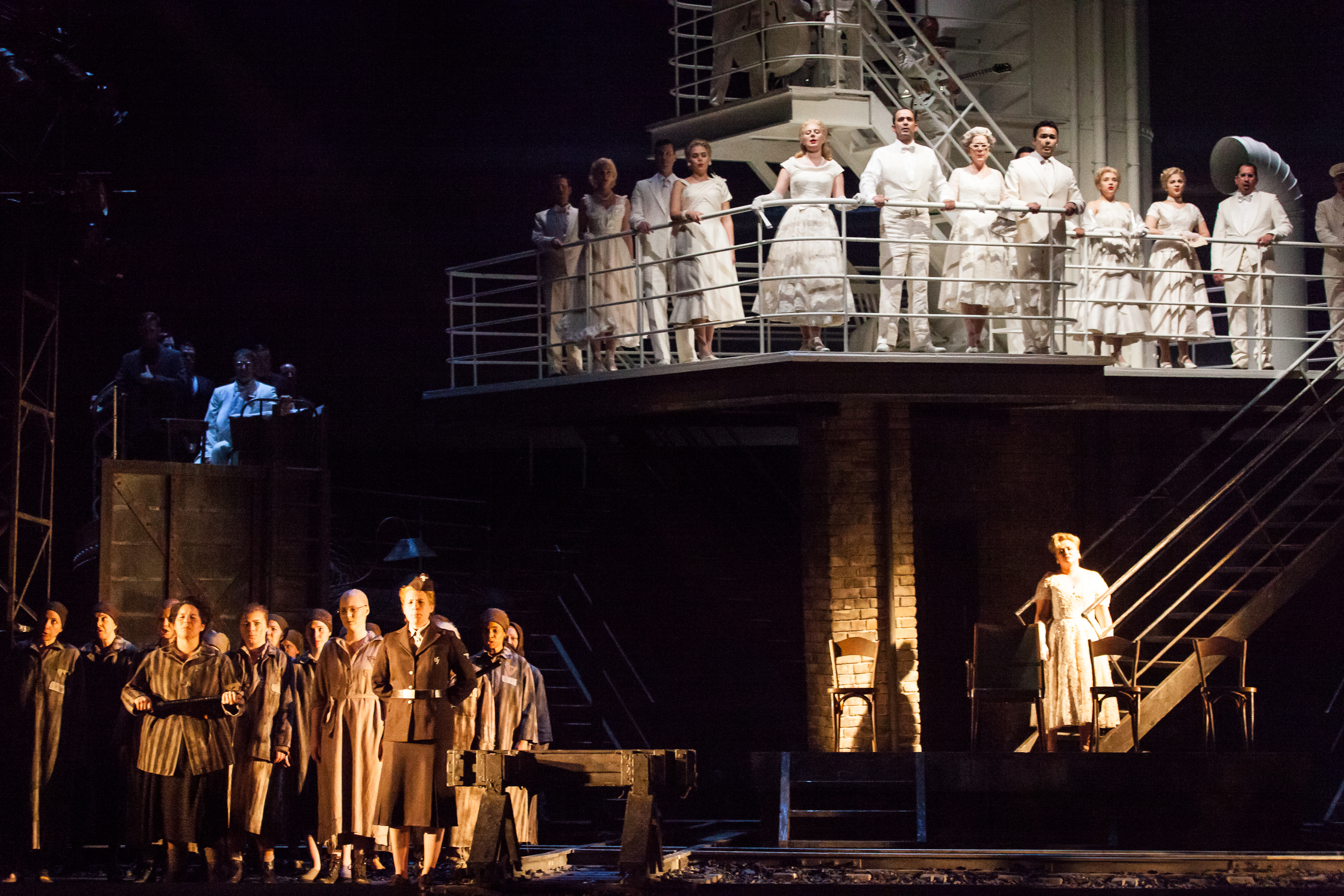
Una imatge de l'òpera La passatgera

A principis dels anys seixanta, Xostakóvitx va animar Weinberg a escriure una òpera i el va posar en contacte amb un dramaturg, Aleksandr Medvédev perquè li escrivís el llibret sobre la novel·la Pasażerka (La passatgera) de l'escriptora polonesa Zofia Posmysz, que havia aparegut a la publicació soviètica Stralny Literatura. Weinberg va invertir un període de dos anys en compondre l'obra que considerava com el màxim assoliment artístic de la seva carrera: La passatgera. Fins ara, no s'ha creat una òpera que estigui específicament dedicada als camps de concentració i a l'extermini massiu. Segons Sławek, «la música de Weinberg sembla l'única forma apropiada possible d'explicar la història. La seva originalitat, incisiva i profundament humana, mostren el millor de la composició artística de Weinberg». Malgrat els esforços del mateix Xostakóvitx perquè l'òpera es representés, no va ser estrenada fins després de la mort de Weinberg, en el marc del Festival de Bregenz el 2010, dirigida per David Pountney.
El 1969, Weinberg i Natalia Vovsi-Mikhóels es van divorciar i es va casar al cap de dos anys amb la jove Olga Rakhalskaia, una amiga de la classe de la seva filla gran Victoria. El 1971, van tenir una filla, Anna. Tant Natalia com Victoria van emigrar el mateix any a Israel.

### Reconeixement i productivitat (anys setanta)
El 1975 va morir Dmitri Xostakóvitx, el seu amic més proper. Aviat, altres personatges importants van abandonar la vida de Weinberg. El violinista David Óistrakh ho havia fet l'any anterior, el 1974. Kiríl·l Kondraixin, que havia dirigit la seva Cinquena Simfonia, va desertar de la Unió Soviètica el desembre de 1978 mentre feia una gira als Països Baixos i ja no va tornar més fins a la seva mort el 1981.
A la dècada de 1970, la popularitat de Weinberg va anar en augment, encara que només entre un estret cercle d'admiradors. Però l'establishment mai va estar al seu costat. Weinberg era una ànima lliure, una persona reservada que evitava l'autopromoció i la cerca de la fama. No encaixava ni en els corrents conservadors acadèmics ni en el modernisme promogut per la generació més jove. Era considerat un músic "semisoviètic": era de descendència polonesa i jueva, parlava rus amb un fort accent estranger i, fins i tot, no era membre del Partit Comunista. Weinberg no va aconseguir un millor tracte del règim ni amb fet de compondre algunes obres d'exaltació patriòtica, requisit essencial per a ser mereixedor d'algun premi oficial, com els Quadres festius (1947), en commemoració del trentè aniversari de la Revolució d'Octubre, la Simfonia núm. 11 Festiva (1969-1970), en el centenari de Lenin, o la Simfonia núm. 15 Crec en aquesta terra (1977), dedicada als 60 anys de la Revolució.
Per contra, va ser molt estimat per alguns dels més grans intèrprets soviètics, que van estrenar o van ser dedicataris de moltes de les seves obres: Aleksandr Gauk (Serenata), Kiríl·l Kondraixin (Simfonia núm. 5), Kurt Sanderling (Simfonia núm. 2), Rudolf Barxai (Sinfonietta núm. 2, Simfonia núm. 10), Vladímir Fedosséiev (Simfonia núm. 14, Simfonia núm. 20), David Óistrakh (Rapsòdia moldava, Sonata per a violí i piano núm. 2), Leonid Kógan (Concert per a violoncel, Sonata per a violí i piano núm. 4), Mstislav Rostropóvitx (Concert per a violoncel, Sonata núm. 1 i 24 preludis per a violoncel sol), Emil Guílels (Sonata per a piano núm. 4) o el Quartet Borodin (Quartets núms. 8 i 13). El violoncel·lista Valentin Berlinski del Quartet Borodín va dir sobre Weinberg: «Veig a Weinberg en tres encarnacions, estretament lligats entre si com a companys inseparables: el cosmopolita, el pianista i la persona. […] El seu extraordinari talent es va manifestar en tot, començant per les seves qualitats humanes. La seva sorprenent noblesa, modèstia, decència i intel·ligència troben reflex en les seves composicions».

### Retir en l'art (anys vuitanta)
Durant la dècada dels anys 80, el compositor va ser guardonat amb diversos premis, incloent-hi el títol d'Artista Popular de Rússia i el Premi Estatal de l'URSS. No obstant això, va començar a sentir-se cada cop més aïllat. Amb l'adveniment de la perestroika, la seva música va perdre atracció davant d'un públic que anhelava novetats artístiques. Weinberg, no obstant això, semblava no adonar-se'n i va continuar treballant intensament sense qüestionar-se si la seva música estava en sintonia amb els temps.
L'any 1982, va descobrir amb certesa les circumstàncies de la mort de la seva família al camp de treball de les SS a Trawniki. En aquest moment, va recórrer de nou a la seva Sonata per a Violí i Piano, op. 136, una obra profunda i tètrica dedicada a la seva mare. El 1983 va sortir per última vegada del país per anar a Brno on es va representar una producció de la seva òpera El retrat

### Darrers anys (anys noranta)
L'any 1990, ja amb setanta anys, Weinberg va rebre l'últim reconeixement oficial en rebre el Premi Estatal de l'URSS, en reconeixement de les seves dues primeres simfonies de cambra. Va ser una cerimònia especial celebrada al Kremlin i retransmesa a tot el país per la televisió estatal. Va comptar amb la presència del compositor (tot i que tenia febre) i aquesta va ser l'última ocasió en què Weinberg va ser aclamat públicament.

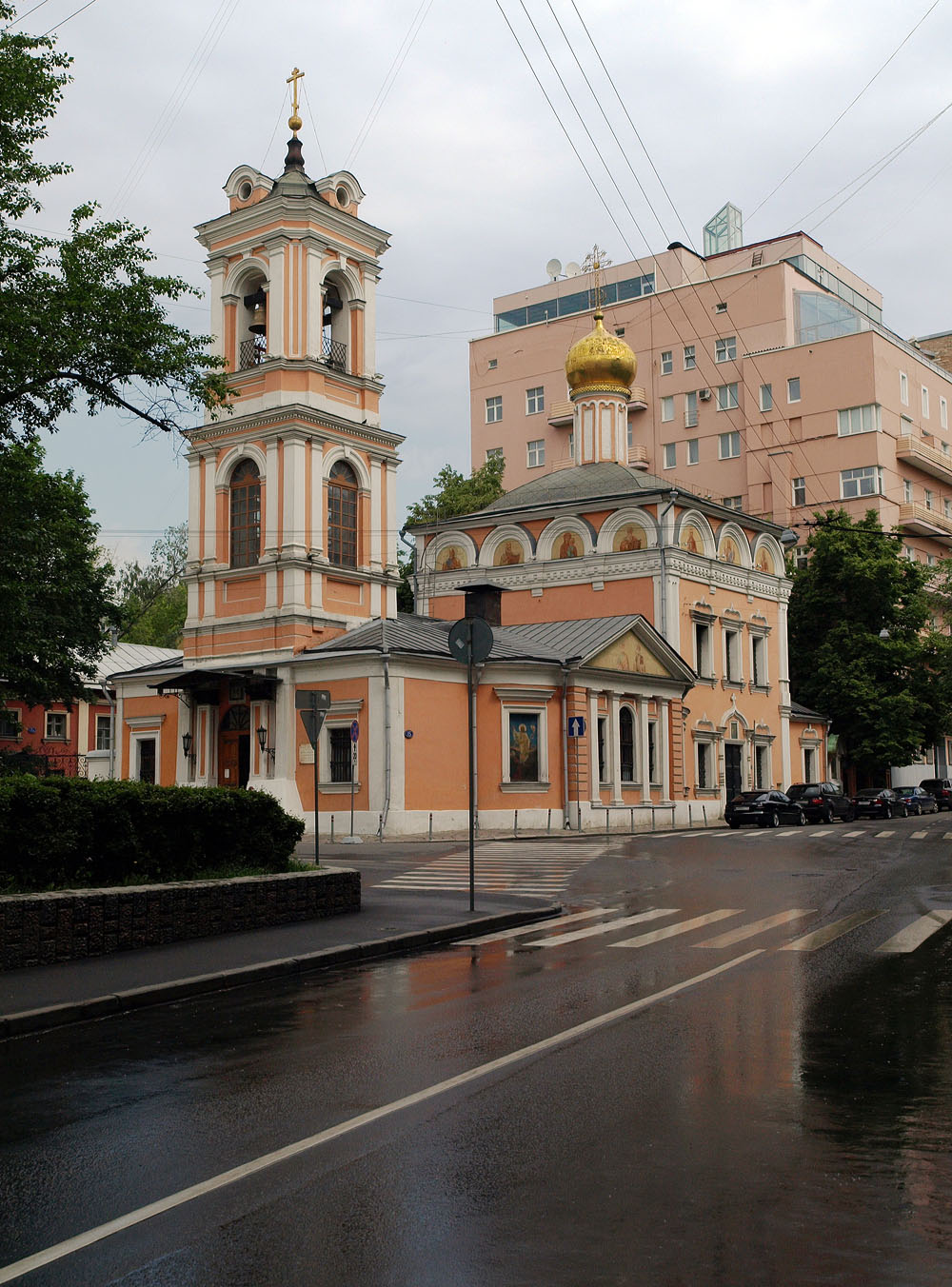
Església de la Resurrecció de la paraula al passatge Briusov, on es va fer el funeral de Weinberg

Va passar els seus últims anys en reclusió a causa d'un cas greu de malaltia de Crohn, una malaltia del tracte gastrointestinal degenerativa. També estava mig invàlid per una fallida operació de maluc després d'un accident l'any 1992. Ni la Unió de Compositors ni el govern el van ajudar, i depenia de medicaments portats d'Occident i de la caritat dels seus amics músics, perquè ja no podia guanyar-se la vida en actuacions o encàrrecs.
Va trobar consol a través de la seva obra i va mantenir una producció prolífica fins a principis dels anys noranta. Els darrers anys, Weinberg va decidir tornar al seu primer nom polonès (mentre que a l'URSS el seu nom oficial era Moisei). Amb prou feines, dos mesos abans de la seva mort, el 3 de gener de 1996, va fer una cerimònia tranquil·la per convertir-se a la fe cristiana ortodoxa. Va morir a Moscou el 26 de febrer de 1996 a conseqüència d'una arterioesclerosi generalitzada segons el certificat de defunció. El funeral del compositor va tenir lloc a l'Església de la Resurrecció de la paraula al passatge Briusov, a prop de la Unió de Compositors.
D'acord amb les seves últimes voluntats, Weinberg va ser sepultat al cementiri de Domodedovo, un cementiri tranquil de Moscou, en una fossa ortodoxa russa. Al seu costat també hi descanda Nadezhda Grinchar, mare d'Olga Rakhalskaia, la segona esposa de Weinberg. La inscripció cita l'evangeli de Sant Joan, capítol 11, verset 25: «Qui creu en mi, encara que mori, viurà».

## Redescobriment
Després de la seva mort el 1996, l’obra de Weinberg va caure en l’oblit durant uns anys. Però al segle XXI ha experimentat un renaixement, especialment gràcies a directors com Kirill Karabits o Mirga Gražinytė-Tyla, i intèrprets com Gidon Kremer o Linus Roth. Diverses gravacions han posat en relleu la potència i la profunditat de la seva música, i avui és considerat un dels grans compositors del segle XX.

## Obres
Per una llista per número d'opus, vegeu Llista de composicions de Mieczysław Weinberg.

### Obres instrumentals

#### Obres de cambra i solo

##### Obres per a piano

###### Sonates per a piano
- Sonata per a piano núm. 1 (op. 5, 1940)
- Sonata per a piano núm. 2 (op. 8, 1942)
- Sonata per a piano núm. 3 (op. 31, 1946)
- Sonata per a piano núm. 4 (op. 56, 1955)
- Sonata per a piano núm. 5 (op. 58, 1956)
- Sonata per a piano núm. 6 (op. 73, 1960)

###### Peces diverses
- Cançó de Bressol per a piano (op. 1, 1935)
- Cançons infantils núm. 1 (op. 16, 1944)
- Cançons infantils núm. 2 (op. 19, 1944)
- Cançons infantils núm. 3 (op. 23, 1945)
- Vint-i-una peces fàcils per a piano (op. 34, 1946)
- Sonatina per a piano (op. 49, 1951)
- Partita per a piano (op. 54, 1954)
- Sonatina per a piano (op. 49 bis, 1978)

##### Sonates en solo

###### Per a violí
- Sonata per a violí sol núm. 1 (op. 82, 1964)
- Sonata per a violí sol núm. 2 (op. 95, 1967)
- Sonata per a violí sol núm. 3 (op. 126, 1979)

###### Per a viola
- Sonata per a viola sola núm. 1 (op. 107, 1971)
- Sonata per a viola sola núm. 2 (op. 123, 1978)
- Sonata per a viola sola núm. 3 (op. 135, 1982)
- Sonata per a viola sola núm. 4 (op. 136, 1983)

###### Per a violoncel
- Sonata per a violoncel sol núm. 1 (op. 72, 1960)
- Sonata per a violoncel sol núm. 2 (op. 86, 1965)
- Vint-i-quatre preludis per a violoncel sol (op. 100, 1968)
- Sonata per a violoncel sol núm. 3 (op. 106, 1971)
- Sonata per a violoncel sol núm. 2 (op. 121, segona versió, 1977)
- Sonata per a violoncel sol núm. 4 (op. 140, 1986)

###### Per a contrabaix
- Sonata per a contrabaix sol (op. 108, 1971)

###### Per a fagot
- Sonata per a fagot sol (op. 133, 1981)

##### Sonates amb acompanyament

###### Per a violí i piano
- Sonata per a violí i piano núm. 1 (op. 12, 1943)
- Sonata per a violí i piano núm. 2 (op. 15, 1944)
- Sonata per a violí i piano núm. 3 (op. 37, 1947)
- Sonata per a violí i piano núm. 4 (op. 39, 1947)
- Sonata per a violí i piano núm. 5 (op. 53, 1953)
- Sonata per a violí i piano núm. 6 (op. 136 bis, 1982)
- Sonatina per a violí i piano en re major (op. 46, 1949)

###### Per a dos violins
- Sonata per a dos violins (op. 69, 1959)

###### Per a violoncel i piano
- Sonata per a violoncel i piano núm. 1 en do major (op. 21, 1945)
- Sonata per a violoncel i piano núm. 2 en do major (op. 63, 1958–1959)

###### Per a clarinet i piano
- Sonata per a clarinet (o viola) i piano (op. 28, 1945)

###### Per a flauta i piano
- Dotze miniatures per a flauta i piano (op. 29, 1946)

##### Trios i quintet
- Quintet per a piano (op. 18, 1944)
- Trio per a piano (op. 24, 1945)
- Trio de corda (op. 48, 1950)
- Trio per a flauta, arpa i viola (op. 127, 1979)

##### Quartets de corda
- Quartet de corda núm. 1 (op. 2, 1937) [revisada amb op. 141]
- Quartet de corda núm. 2 (op. 3, 1940) [revisada amb op. 145]
- Quartet de corda núm. 3 (op. 14, 1944)
- Quartet de corda núm. 4 (op. 20, 1945)
- Quartet de corda núm. 5 (op. 27, 1945)
- Quartet de corda núm. 6 (op. 35, 1946)
- Quartet de corda núm. 7 (op. 59, 1957)
- Quartet de corda núm. 8 (op. 66, 1959)
- Quartet de corda núm. 9 (op. 80, 1963)
- Quartet de corda núm. 10 (op. 85, 1964)
- Quartet de corda núm. 11 (op. 89, 1965–1966)
- Quartet de corda núm. 12 (op. 103, 1969–1970)
- Quartet de corda núm. 13 (op. 118, 1977)
- Quartet de corda núm. 14 (op. 122, 1978)
- Quartet de corda núm. 15 (op. 124, 1979)
- Quartet de corda núm. 16 (op. 130, 1981)
- Quartet de corda núm. 17 (op. 146, 1987)
- Ària per a quartet de corda (op. 9, 1942)
- Capriccio per a quartet de corda (op. 11, 1943)

### Obres orquestrals

#### Simfonies
- Simfonia núm. 1 (op. 10, 1942)
- Simfonia núm. 2 per a orquestra de corda (op. 30, 1946)
- Simfonia núm. 3 (op. 45, 1949) rev. 1959
- Simfonia núm. 4 en la menor (op. 61, 1957) rev. 1961
- Simfonia núm. 5 en re menor (op. 76, 1962)
- Simfonia núm. 6 basada en textos de Leib Kvitko, Shmuel Halkin i M. Lukonin per a cor i orquestra de nois (op. 79, 1962-1963)
- Simfonia núm. 7 en do major per a cordes i clavicèmbal (op. 81, 1964)
- Simfonia núm. 8 Flors poloneses basat en J. Tuwim, per a solistes, cor mixt i orquestra (op. 83, 1964)
- Simfonia núm. 9: 'Everlasting Times' basat en J. Tuwim i V. Bronievski, per a narrador, cor i orquestra (op. 93, 1940–1967)
- Simfonia núm. 10 en la menor (op. 98, 1968)
- Simfonia núm. 11 Simfonia festiva basat en diversos poetes revolucionaris per a cor i orquestra (op. 101, 1969)
- Simfonia núm. 12 En memòria de D. Xostakóvitx (op. 114, 1975–1976)
- Simfonia núm. 13 (op. 115, 1976)
- Simfonia núm. 14 (op. 117, 1977)
- Simfonia núm. 15 Crec en aquesta terra basat en M. Dudin per a soprano, baríton, cor per a dones i orquestra (op. 119, 1977)
- Simfonia núm. 16 (op. 131, 1981)
- Simfonia núm. 17 Memòria (op. 137, 1984)
- Simfonia núm. 18 Guerra, no hi ha cap paraula més cruel (op. 138, 1986)
- Simfonia núm. 19 El brillant maig (op. 142, 1986)
- Simfonia núm. 20 (op. 150, 1988)
- Simfonia núm. 21 ("Kaddish") (op. 152, 1991)
- Simfonia núm. 22 (op. 154, 1993-94, inacabada i orquestrada per Kiril·l Umanski el 2003)

#### Sinfoniettes
- Sinfonietta núm. 1 (op. 41, 1948)
- Sinfonietta núm. 2 per a orquestra de corda i timbales (op. 74, 1960)

#### Simfonies de cambra
- Simfonia de cambra núm. 1 (1987) (op. 145, arranjament del Quartet de corda núm. 2, op. 3)
- Simfonia de cambra núm. 2 (op. 147, 1987, arranjament del Quartet de corda núm. 3 op. 14)
- Simfonia de cambra núm. 3 (op. 151, 1991)
- Simfonia de cambra núm. 4 (op. 153, 1992)

#### Ballets
- La clau d'or, ballet en sis escenes, basat en Aleksei Tolstoi (op. 55, 1954–1955)
- El crisantem blanc, ballet en tres actes basat en A. Rumnev i J. Romanovich (op. 64, 1958)

#### Poemes simfònics i altres
- Poema simfònic per a orquestra (op. 6, 1941)
- Suite per a petita orquestra (op. 26, 1939-1945)
- Escenes festives per a orquestra (op. 36, 1946–1947)
- Obertura de salutacions per a orquestra (op. 44, 1949)
- Rapsòdia sobre temes moldaus per a orquestra (op. 47 núm. 1, 1949)
- Melodies poloneses per a orquestra (op. 47 núm. 2, 1949)
- Serenata per a orquestra (op. 47 núm. 4, 1949)
- Red-Morning , poema simfònic per a orquestra (op. 60, 1957)
- Cançons simfòniques per a orquestra (1959) (op. 68, revisada a partir de la versió de 1951)
- The Banners of Peace, poema simfònic (op. 143, 1986)

#### Suites de ballet
- Dues suites de ballet per a orquestra (op. 40, 1947)
- Suite núm. 1 del ballet  La clau d'or  (op. 55a, 1964)
- Suite núm. 2 del ballet  La clau d'or  (op. 55b, 1964)
- Suite núm. 3 del ballet  La clau d'or  (op. 55c, 1964)
- Suite núm. 4 del ballet  La clau d'or  (op. 55d, 1964)
- Sis escenes de ballet: Simfonia coreogràfica per a orquestra (op. 113, 1973-1975)

#### Concerts

##### Per a violí
- Concertino per a violí i orquestra de corda (op. 42, 1948)
- Rapsòdia moldava per a violí i orquestra (op. 47 núm. 3, 1949)
- Concert per a violí i orquestra en re menor (op. 67, 1959)

##### Per a violoncel
- Concert per a violoncel i orquestra en re menor (op. 43, 1948)
- Concertino per a violoncel (op. 43 bis, 1948)
- Fantasia per a violoncel i orquestra (op. 52, 1951–1953)

##### Per a flauta
- Concert per a flauta núm. 1 (op. 75, 1961)
- Concert per a flauta núm. 2 (op. 148, 1987)

##### Per a trompeta
- Concert per a trompeta i orquestra en si bemoll major (op. 94, 1966–1967)

##### Per a clarinet
- Concert per a clarinet i orquestra de corda (op. 104, 1970)

### Obres vocals

#### A petita escala

##### Cicles de cançons
- Acàcies, sis romanços basat en J. Tuwim per a cantant i piano (op. 4, 1940)
- Tres romanços basats en J. Rivina i Aleksandr Prokófiev (op. 7, 1941)
- Cançons infantils basat en Isaac Leib Peretz per a cantant i piano (op. 13, 1943)
- Cançons jueves basat en Xemuel Galkin (op. 17, 1944)
- Tres romances basat en Adam Mickiewicz per a cantant i piano (op. 22, 1945)
- Sis romances basat en Fiódor Tiúttxev per a cantant i piano (op. 25, 1945)
- Elegia basat en Friedrich Schiller per a baríton i piano (op. 32, 1946)
- Sis sonets basat en William Shakespeare per a baix i piano (op. 33, 1946)
- Quatre romanços basat en Maksym Rylsky i G. Nikolayeva per a cantant i piano (op. 38, 1947)
- A la font del passat, cançó basada en Alexander Blok per a mezzosoprano i piano (op. 50, 1951)
- Bíblia dels gitanos, set romanços basat en J. Tuwim per a mezzo-soprano i piano (op. 57, 1956)
- Memòries basat en J. Tuwim per a veu mitjana i piano (op. 62, 1957–1958)
- A les muntanyes armènies  basat en O. Tumanian per a cantant i piano (op. 65, 1958)
- Set romanços basat en Sándor Petőfi, per a tenor i piano (op. 70, 1960)
- Set romanços basat en diversos poetes per a cantant i piano (op. 71, 1940-1972)
- Old Letters basat en J. Tuwim per a soprano i piano (op. 77, 1962)
- Tres romanços basats en V. Sosnora, Y. Vinokurov i A. Yashin per a cantant i piano (op. 78, 1962)
- Oh, Gray Boira, romanç basat en J. Tuwim per a baix i piano (op. 84, 1964)
- El perfil, cicle de cançons basat en S. Vydodski per a baix i piano (op. 88, 1965)
- Words in Blood, cicle de cançons basat en J. Tuwim per a tenor i piano (op. 90, 1965)
- Tríptic basat en L. Staff per a baix i orquestra (op. 99, 1968)
- Quan canto aquest nen dormint , cicle de cançons basat en G. Mistral per a soprano i piano (op. 110, 1973)
- De les lletres de Zhukovsky, cançó basada en V. Zhukovsky per a baix i piano (op. 116, 1976)
- Tres Palmeres basat en Mikhail Lermontov per a soprano i quartet de corda (op. 120, 1977)
- De les lletres de Baratinski, cançó basada en Ievgueni Baratinski per a baix i piano (op. 125, 1979)
- La relíquia, recitatiu per a baix i piano (op. 132, 198?)
- De la poesia d'Afanassi Fet, cançons per a baix i piano (op. 134, 198?)
- Sis cançons infantils per a veu i piano (op. 139, 1986)

#### A gran escala

##### Òperes
- La passatgera, òpera en dos actes (op. 97, 1967–1968)
- La Madonna i el soldat, òpera en tres actes basat en Aleksandr Medvédev (op. 105, 1970)
- L'amor de d'Artagnan, òpera basada en Alexandre Dumas (op. 109, 1971)
- Felicitats!, òpera en un acte basada en l'obra Mazltov! de Sholem Aleichem (op. 111, 1975)
- Lady Magnesia, òpera en un acte basada en George Bernard Shaw (op. 112, 1975)
- El retrat, òpera en vuit escenes basada en Nikolai Gógol (op. 128, 1980)
- El vestit d'or, opereta basada en Eleonora Galperina (op. 129, 1980)
- L'idiota, òpera basada en Fiódor Dostoievski (op. 144, 1985)

###### Obres corals
- A la pàtria, cantata basada en poemes de nens soviètics per a cor de nois, cor mixt i orquestra (op. 51, 1952)
- El diari de l'amor, cantata basada en S. Vygodski per a tenor, cor de nois i orquestra de cambra (op. 87, 1965)
- Piotr Plaksin, cantata basada en J. Tuwim per a instruments de tenor, alto i dinou (op. 91, 1965)
- Hiroshima, cantata basada en Fukagawa per a cor i orquestra mixtes (op. 92, 1966)
- Rèquiem basat en Dmitri Kedrin, M. Dudin, Federico García Lorca, Fukagawa i altres, per a soprano, cor infantil, cor mixt i orquestra (op. 96, 1965-1967)
- Ningú no ho havia conegut..., poema basat en Demian Bedni per a soprano, cor i orquestra (op. 102, 1970)

### Altres
- [sense número d'opus]: Dues masurques (1933)
- [sense número d'opus]: Tres peces per a violí i piano (1934)
- [sense número d'opus]: Camarades en armes, opereta (1942), perduda
- [sense número d'opus]: La carrera de Clarette, opereta (1942), perduda
- [sense número d'opus]: Batalla per la Pàtria, ballet (1942), perduda
- [sense número d'opus]: L'Espasa de l'Uzbekistan, òpera (1942)
- [sense número d'opus]: Fantasia sobre temes de l'òpera d'Adolphe Adam "Le chalet" per a orquestra (1945)
- [sense número d'opus]: dos cors per a cor masculí a cappella (1948)
- [Sense número d'opus]: Retrats d'amics per a piano (1950)
- [sense número d'opus]: Improvisació per a quartet de corda (1950)
- [sense número d'opus]: Suite per a orquestra (1950)
- [sense número d'opus]: Rapsòdia sobre temes eslaus per a orquestra (1950)
- [sense número d'opus]: Marxa per a orquestra (1952)
- [sense número d'opus]: Kujawiak i Oberek per a dos xilòfons i orquestra (1952)
- [sense número d'opus]: Obertura per a orquestra (1953)
- [sense número d'opus]:  Dotze mesos , suite de la pel·lícula (1959)
- [sense número d'opus]: Zosya, òpera (1970)
- Opus 149: Música a la pel·lícula "El relat de l'amor per un pintor" (1987)